# Långtjärnet (Gunnarskogs socken, Värmland, 664705-132381)
Långtjärnet är en sjö i Arvika kommun i Värmland och ingår i Göta älvs huvudavrinningsområde. Sjön har en area på 0,149 kvadratkilometer och ligger 220,7 meter över havet. Sjön avvattnas av vattendraget Mörtälven.

## Delavrinningsområde
Långtjärnet ingår i det delavrinningsområde (664698-132438) som SMHI kallar för Mynnar i Stor-Treen. Medelhöjden är 234 meter över havet och ytan är 2,61 kvadratkilometer. Det finns ett avrinningsområde uppströms, och räknas det in blir den ackumulerade arean 28,97 kvadratkilometer. Mörtälven som avvattnar avrinningsområdet har biflödesordning 5, vilket innebär att vattnet flödar genom totalt 5 vattendrag innan det når havet efter 315 kilometer. Avrinningsområdet består mestadels av skog (87 procent). Avrinningsområdet har 0,15 kvadratkilometer vattenytor vilket ger det en sjöprocent på 5,5 procent.